# Aretha Thurmond
Aretha Thurmond, född den 14 augusti 1976 i Seattle som Aretha Hill, är en amerikansk friidrottare som tävlar i diskuskastning.
Thurmond deltog vid både VM 1999 och vid VM 2003 utan att ta sig vidare från försöken. Vid Olympiska sommarspelen 2004 blev hon åter utslagne i försöken. Samma öde gick hon till mötes vid VM 2005 i Helsingfors. Vid Olympiska sommarspelen 2008 tog hon sig vidare till finalen där hon slutade på en tionde plats med ett kast på 59,80 meter.
Vid IAAF World Athletics Final 2003 i Monaco slutade hon tvåa och vid IAAF World Athletics Final 2005 blev hon trea.

## Personliga rekord
- Diskus -  65,86